# Testudinaria elegans
Testudinaria elegans là một loài nhện trong họ Araneidae.
Loài này thuộc chi Testudinaria. Testudinaria elegans được Władysław Taczanowski miêu tả năm 1879.